# Serrat de la Canal de les Tallades
El Serrat de la Canal de les Tallades és un serrat de l'Alta Ribagorça de l'antic terme de Malpàs, al termenal amb el de Llesp, actualment tots dos integrats, des del 1970, en el municipi actual del Pont de Suert.